# Jogos Regionais da 6.ª Região de 2010
Os Jogos Regionais da 6ª Região de 2010 foram realizados na cidade de Ilha Solteira entre os dias 21 e 31 de julho, sagrando-se campeã a cidade de São José do Rio Preto.

## 1ª Divisão
Fonte:
- São José do Rio Preto;
- Araçatuba;
- Ilha Solteira;
- Catanduva;
- Votuporanga;
- Penápolis;
- Fernandópolis;
- Birigüi.